# Carlo Ostrogovich
Carlo Ostrogovich, detto pittore del Quarnaro (Veglia, 8 maggio 1884 – Milano, 1962), è stato un pittore italiano.
Autodidatta, è considerato uno dei più importanti pittori fiumani del XX secolo.